# Press clipping
Clipping és un terme anglès que es tradueix com retallat. En català s'utilitza clipping o press clipping per designar l'activitat de seleccionar els articles o retalls de premsa en què una empresa determinada apareix en forma de notícia.
Amb l'actual desenvolupament dels mitjans informatius, en l'era de la societat de la informació, el clipping es pot realitzar ja no només en format paper, sinó també digitalitzat. La importància d'aquesta acció de comunicació es veu incrementada amb el desenvolupament d'Internet i l'aparició del fenomen blog.
En els preludis d'Internet era menys determinant el control d'aquests paràmetres en les organitzacions, però segons estudis de diverses universitats nord-americanes, el clipping és avui una de les principals tasques dels departaments i empreses de comunicació.

## Importància de les organitzacions
Per a Stuart Finlay, «el fenomen blog ha provocat que a Internet es valori l'opinió que un client ha tingut sobre l'ús del teu producte més que la teva pròpia web oficial, senzillament perquè aquest blog rep a el dia una enorme quantitat de visites». Per això, les organitzacions inverteixen a adquirir control sobre tota aquesta informació voluntària que apareix a la web i que incidència real en la decisió de compra té molts clients.
Lourdes Carrasco, experta en Relacions Públiques de la consultora Clipping RRPP afirma al seu torn que «el treball de Clipping ha crescut de forma exponencial en volum per virtut d'internet, però també ha crescut en importància qualitativa, perquè a Internet la marca pot aparèixer associada a termes indesitjables »

## Valor real del clipping en les empreses
Mariola García Uceda, en el seu llibre Las claves de la publicidad, afirma que el valor real de la imatge d'una empresa és un intangible per a ella. No obstant això, el clipping pot ajudar a traçar i quantificar el preu d'una marca en el mercat.
Cada aparició en premsa té un preu. Una notícia no és el mateix que un anunci, però ocupa temps en televisió i ràdio, espai en la premsa i internet ... És per això que les organitzacions encaminen els seus esforços a les relacions públiques com a motor capaç de generar aparicions en els mitjans de comunicació.
El clipping, com a recol·lector de totes aquestes aparicions, permet igualar la xifra d'aquestes aparicions sobre la tarifa publicitària i, per tant, calcular el valor monetari de l'aparició. No obstant això, hi ha valors afegits relatius a no ser un anunci sinó una notícia.
Des dels cercles acadèmics s'assenyala l'historial publicitari que posseeix el ciutadà com un hàndicap de la publicitat, enfront de la notícia que redacta el periodista; figura que apareix davant el ciutadà relacionada amb el progrés, la veracitat, el dret d'informació, la llibertat d'expressió.